# Vandellòs
|  | Per a altres significats, vegeu «Vandellòs (desambiguació)». |

Vandellòs és un poble que pertany al municipi de Vandellòs i l'Hospitalet de l'Infant, a la comarca del Baix Camp. És l'antic nucli del municipi, al qual va donar nom oficialment fins al 1990, i encara hi ha l'edifici principal de l'ajuntament i la sala de plens.
Vandellòs és a 281 m d'altitud, a la vora de la carretera C-44, entre l'Hospitalet de l'Infant i Tivissa. Es troba al bell mig d'una zona muntanyosa, a prop del massis dels Dedals i hi passa el barranc de Llastres pel voltant. La Mola de Genessies es troba no gaire lluny, a l'oest del poble.
Abans hi havia restaurants a la vora de la carretera, ara podem trobar-ne un al poliesportiu municipal i un, davall del casal d'avis, a la vora de la carretera. Hi ha 2 bars, una residència d'avis, un CAP, un supermercat, un quiosc, una farmàcia, una peixateria i un forn de pa. Cada dilluns al matí hi ha un mercat setmanal.
La festa major se celebra el 26 de setembre, festivitat de Cosme i Damià, màrtirs. També s'hi celebra la festa de la Germandat el 15 de maig, en honor de Sant Isidre, patró de la pagesia. L'església parroquial de Vandellòs és dedicada a Sant Andreu. És un edifici de 3 naus amb cúpula d'estil renaixentista construïda el 1773 i reconstruïda després de la Guerra Civil. El campanar però, va ser construït molt abans.
El setembre de 2024 la població era de 815 habitants, d'acord amb el cens publicat a la revista del municipi.

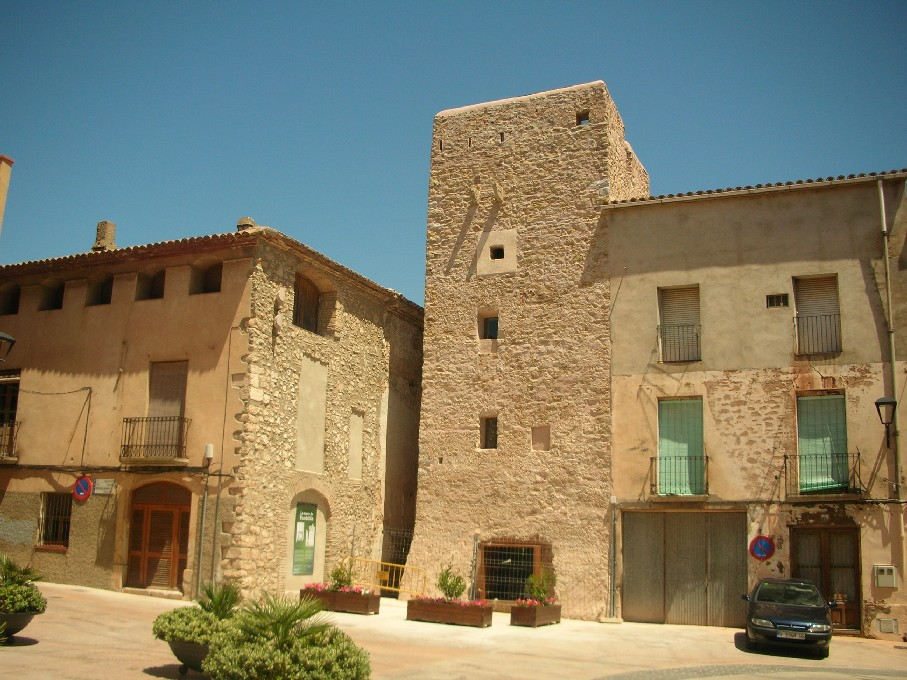
La torre de Vandellòs

## Història
Vandellòs apareix esmentat ja en 1342 amb el nom de Vallis Laurorumi i el 1460 com Vall de Llorer. Va formar part del terme municipal de Tivissa i va quedar integrat a la baronia de Castellvell. A partir de 1241, la baronia va començar a ser coneguda com a baronia d'Entença en casar una neta del senyor de Castellvell amb Berenguer d'Entença. En 1324, Guillem d'Entença va cedir la baronia al rei Jaume el Just i va quedar integrada dins del comtat de Prades. El 1813, les tropes del mariscal Louis Gabriel Suchet van saquejar la població. El 1845 la població va sofrir greus desperfectes a causa d'un terratrèmol.